# Autrey-lès-Gray
 Autrey-lès-Gray  es una población y comuna francesa, situada en la región de Franco Condado, departamento de Alto Saona, en el distrito de Vesoul y cantón de Autrey-lès-Gray.
Está integrada en la Communauté de communes des Quatre-Vallées , de la que es la mayor población.

## Geografía
Los siguientes municipios limitan con la población de Essertenne-et-Cecey; el orden parte del noreste y sigue la dirección de las agujas del reloj:
Auvet-et-la-Chapelotte, Bouhans-et-Feurg, Poyans, Mantoche, Essertenne-et-Cecey, Broye-les-Loups-et-Verfontaine, Champagne-sur-Vingeanne (Côte-d'Or), Saint-Seine-sur-Vingeanne (Côte-d'Or), Fahy-lès-Autrey.

## Historia
El lugar ha estado ocupado desde hace mucho tiempo: Se han encontrado sarcófagos de la dinastía merovingia durante la instalación de alcantarillado, y la crónica de Abbey Beza cita donación Amalgaire la Alteriacum villa a la abadía en 630. La familia de Vergy Autrey toma posesión a través del matrimonio de Guy de Vergy Alix de Beaumont. 
A finales del SXII, los templarios tenían una casa ahí que dependía del comandante de la Romagne esta casa de nuevo al hospital después de que el programa de prueba Temple.
La abadía de Saint-Étienne Dijon fue traslada de su lugar a principios del SXIII, después de que el priorato de Vertfontaine firmase un tratado firmado con los señores del pariage de Vergy.

## Demografía
| 533 | 509 | 500 | 482 | 505 | 497 | 474 |
| Para los censos de 1962 a 1999 la población legal corresponde a la población sin duplicidades (Fuente: INSEE [Consultar]) |     |     |     |     |     |     |